# Wildflower (álbum)
Wildflower é o segundo álbum de estúdio do grupo australiano de música eletrônica The Avalanches. Foi lançado via streaming na Apple Music no dia 1 de julho de 2016, mas seu lançamento oficial se deu em 8 de julho. Foi distribuído pela Modular Recordings, Astralwerks, XL Recordings, e EMI. A produção do álbum foi feita principalmente por Robbie Chater com assistência de Tony Di Blasi e durou quase 16 anos, começando um pouco após o lançamento do primeiro álbum do grupo, Since I Left You, em novembro de 2000 e concluindo em março de 2016. O álbum contém múltiplos colaboradores especiais providenciando vocais e instrumentação em várias das 21 faixas presentes. Wildflower também possui extensivo uso de sampling, especialmente de músicas psicodélicas dos anos 1960, e se relaciona com os temas de contra-cultura e antissistema da época. Chater descreveu a estrutura do álbum como "uma viagem de carro em um ambiente urbano e hiper-realista para algum lugar bem distante e remoto sob efeito de LSD."
Após o lançamento de Since I Left You em 2000, The Avalanches fez tour e continuou a produzir música. Por quase uma década, o grupo trabalhou em vários projetos, produzindo novas faixas enquanto colaboravam com múltiplos artistas. O álbum foi descrito em 2005 como "música ambiente e world", e no início de 2007, a banda tinha em mão mais de 40 faixas para um álbum que havia se voltado mais para hip hop. A produção do álbum foi parada pela doença de Chater que o atrapalhou por três anos, e o grupo também havia se envolvido em projetos paralelos, que os afastaram do álbum. Alguns desses trabalhos que consumiram seu tempo foram a trilha sonora para o musical King Kong (2013) e uma animação musical descrita como "uma versão hip hop de Yellow Submarine" que acabou ficando sem fundos e foi cancelado. Wildflower contém restos desses projetos e foi compilado de uma maneira similar a se montar uma mixtape. The Avalanches tiveram que deixar muitas faixas de fora porque elas não se encaixavam no contexto do álbum, incluindo algumas colaborações. Eles planejam lançar essas faixas em algum dia futuro para que possam voltar do zero e começar a produzir novos materiais.
O álbum é composto de 21 faixas, incluindo um mix extenso do single "Frankie Sinatra", que foi revelado junto com o anúncio do álbum em 2 de junho de 2016. Os colaboradores em destaque no álbum incluem: Danny Brown, MF DOOM, Father John Misty, Toro y Moi, Jennifer Herrema do Royal Trux, Camp Lo, Biz Markie, e Warren Ellis do Bad Seeds/Dirty Three.

## Contexto
Após o lançamento de seu primeiro álbum, Since I Left You, The Avalanches continuou a produzir música e começou a trabalhar em um segundo álbum em 2005. Em fevereiro de 2005, Darren Seltmann disse que o álbum estava em progresso e o descreveu como "música world e ambiente". Ele também deixou claro que o álbum iria conter tanto sampling como músicas ao vivo. Em Agosto de 2006, Modular Recordings lançou uma comunicação para a imprensa informa que "está soando como tudo o que nós não esperávamos, e muito mais. Eles basicamente fizeram o álbum da vida deles". Isto foi em resposta a um e-mail que a imprensa havia recebido, informando que a Modular rejeitou o novo álbum do grupo. Em janeiro de 2007, a banda deixou claro via o seu website que eles tinham mais de 40 faixas, todas sendo consideradas para entrar no álbum mas que não havia uma data estipulada para o lançamento. Neste meio tempo, o grupo estava trabalhando com Luke Steele, da banda The Sleepy Jackson, antes dele formar a sua outra banda, Empire of the Sun. O resultado foi um "rock 'n' roll viajado" com Steele e Tony Di Blasi nos vocais. Restos deste projeto foram utilizados na faixa "Colours". Subsequentemente anúncios e rumores começaram a circular pelos anos seguintes, prometendo datas de lançamento e culpando a qualidade dos samples em relação à demora do lançamento do álbum. Nenhum material foi lançado neste meio tempo.

É tão festivo que você irá morrer, muito mais hip hop que o esperado... Acabou soando como o próximo passo lógico de [Since I Left You],nós tínhamos que dar a volta neste grande circulo e voltar aonde pertencemos. E um dia, quando você menos esperar, você acordará e fada dos samples irá deixá-lo debaixo de seu travesseiro.
—Postado no site oficial de The Avalanches, Janeiro de 2007

Entre 2010 e 2012, Ariel Pink, Jennifer Herrema e Danny Brown revelaram que eles trabalharam com The Avalanches em sua nova música, o último informando o nome de uma faixa, "Frank Sinatra". Em dezembro de 2011, a banda divulgou por meio do Twitter a letra de uma nova música, "The Stepkids".  Em 2012, o grupo lançou uma faixa chamada "A Cowboy Overflow of the Heart", apresentando o músico David Berman lendo um poema que compôs para o grupo. Um ano mais tarde, The Avalanches também lançou um remix do primeiro single de Hunters & Collectors: "Talking to a Stranger". Durante esta era, eles também dedicaram uma boa parte de seu tempo trabalhando na trilha sonora do musical King Kong (2013), que levou um total de dois anos para ser produzido. Mais tarde, eles trabalharam em um projeto cujo dizia ser "uma versão em hip hop de Yellow Submarine". A animação era para ser feita em cel e iria ser lançada junto de um álbum. Porém, os fundos foram totalmente gastos após dois anos em produção. A faixa "The Noisy Eater" contém restos do projeto. Entre projetos e colaborações ao longo dos anos, o grupo coletou músicas o suficiente para serem combinadas em um novo álbum. O processo de construção do álbum foi similar ao de Since I Left You.
Em fevereiro de 2014, foi revelado que Darren Seltmann não fazia mais parte do grupo, com a Modular Recordings deixando claro que a banda agora é Robbie Chater e Tony Di Blasi. Em relação ao segundo álbum do grupo, Modular também falou que "O álbum está incrível, mas não tem datas nem nada planejado. O que tenho a dizer é 'fiquem ligados.'" Em junho de 2014, Jennifer Herrema mencionou que Chater escreveu para ela avisando que o "álbum estaria pronto em três semanas". O Facebook oficial da banda teve uma atualização em 2015, listando James Dela Cruz como membro da banda novamente.

## Produção e composição

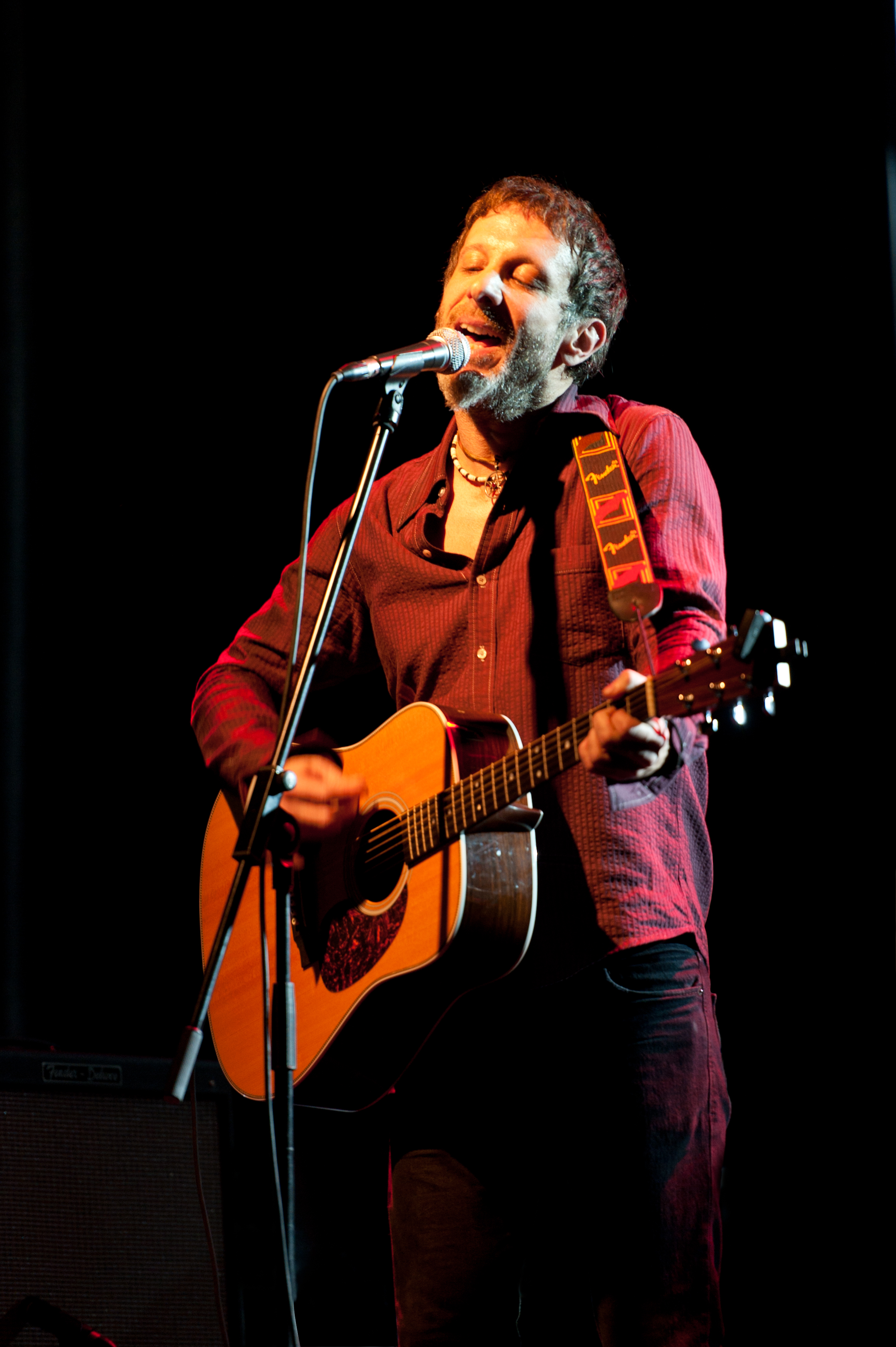
Jonathan Donahue fez o vocal de três faixas além de usar serrote musical em duas.

Wildflower levou 16 anos para ser produzido. A faixa "Saturday Night Inside Out" veio de uma mixtape feita em 2000. Também foi a primeira música que Charter compôs após Since I Left You. A produção do álbum se manteve incompleta até março de 2016. The Avalanches só começou a levar a produção do segundo álbum mais a sério por volta de 2011–13, ele marcou horários no estúdio para poderem se comprometer mais com o projeto. Até por volta de 2014, Chater estava usando um Power Macintosh G3 bege  com System 7 para Studio Vision, um programa cujo suporte havia sido terminado em 1997. O grupo teve que estourar seus cartões de créditos para ajudar a financiar a produção.
A banda trabalhou com múltiplos vocalistas e músicos convidados, muitos dos quais não foram incluídos na edição final do álbum. Sobre os vocais, The Avalanches queria que eles soassem como se fossem samples. Jonathan Donahue do Mercury Rev providenciou vocais e tocou serrote musical em várias faixas. Em adição, Kevin Parker do Tame Impala tocou a bateria adicional em "Going Home" e o violinista Warren Ellis fez uma participação na faixa "Stepkids". Jean-Michel Bernard também providenciou uma orquestração para uma boa parte das faixas. Ambos os vocais de Danny Brown e Biz Markie em "Frankie Sinatra" e "The Noisey Eater" foram respectivamente feitas de forma remota. Para os vocais de Brown em "The Wozard of Iz", ele visitou o Sing Sing Studios em Melbourne e teve uma sessão de gravação durante a noite inteira com o grupo. Chater é fã de MF DOOM, especificamente seu álbum Madvillainy (2004) produzido em conjunto com Madlib. Ele o enviou uma faixa e recebeu uma resposta 18 meses depois de MF DOOM, dizendo que havia amado a faixa e gostaria de ajudar providenciando vocais. O grupo estava animado em trabalhar com Camp Lo na faixa "Because I'm Me". The Avalanches sempre tocava o primeiro álbum de Camp Lo, Uptown Saturday Night (1997), em seus shows e até utilizaram um trecho de uma das faixas como sample em Since I Left You. Outros vocais adicionais em Wildflower incluem Father John Misty, Toro y Moi, Jennifer Herrema, Rye Rye, Jonti, David Berman, e A.Dd+.
Wildflower é um álbum de plunderphonics; todas as faixas no álbum são feitas à base de samples, similar ao Since I Left You. O álbum também tem influências de música eletrônica, neo-psicodelia, música disco, e hip hop. Quando perguntaram se Wildflower tem mais que os 3,500 samples do álbum anterior, Chater disse "Eu não tenho ideia... provavelmente tem mais. É tão fragmentado. Cada passo, cada voz, cada grito, cada barulho, cada latido de cachorro, chega a ser ridículo." O grupo vem ajustando os samples desde 2011-12, mas ocasionalmente tinham que renegociar quando os donos da fonte do sample descobriam quem eram os Avalanches e vinham reclamar mais dinheiro. Os samples foram limpos por Pat Shannahan em Los Angeles, ele também havia limpado os samples de Since I Left You. A faixa "Subways" contém vocais de uma faixa de mesmo título, lançada em 1980 e cantada por Chandra, uma jovem de 12 anos de idade, para o seu EP de post punk Transportation. Chandra não tinha ouvido falar do grupo The Avalanches até eles aparecerem para ela em 2014 pedindo permissão para usarem um trecho de sua faixa como sample, mas desde então ela se tornou fã do trabalho deles. O sample mais difícil de se limpar foi o do coro infantil da Kew High School cantando "Come Together" de The Beatles na faixa "The Noisy Eater". Inicialmente eles recusaram a proposta, mas Chater e Di Blasi entraram em contato com Paul McCartney e Yoko Ono diretamente por "amigos dos meus amigos". Eles o enviaram a faixa junto com uma carta escrita por Tony explicando o processo e receberam a aprovação de ambos como resposta. A faixa não teria entrado no álbum se o sample não pudesse ter sido limpo.
O álbum não foi concluído até um dia antes da masterização. Chater tinha um voo para Nova Iorque às 7:30 da manhã. Di Blasi disse, "Então ficamos no estúdio até as 6:30 da manhã, até que ele disse: ‘Eu tenho que ir cara, eu tenho que ir logo pegar o avião.’ E nós ficamos tipo, ‘Acho que está bom. Foda-se.’" Muitas das faixas que The Avalanches compuseram para Wildflower não chegaram a entrar no álbum porque não contribuíam com o estilo do álbum. Entre os colaboradores dessas faixas, incluiam-se Jens Lekman, Connan Mockasin, August Darnell e Luke Steele. Assim que o estilo ficou mais definido, eles escolheram as faixas que encaixavam-se uma nas outras, similar a se fazer uma mixtape. O grupo havia mencionado a intenção de lançar as gravações relacionadas a Wildflower "dentro de mais ou menos um ano" a partir da data de lançamento do álbum. Isso os ajudaria a "limpar a agenda" para que novas músicas possam ser feitas.

## Estilos e temas

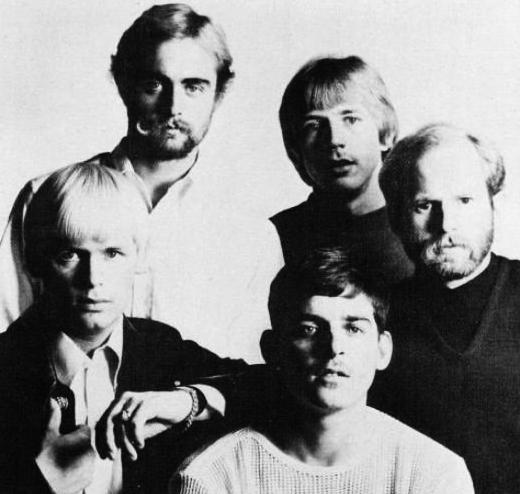
The Avalanches usaram vários samples de várias bandas dos anos 1960, incluindo Harpers Bizarre.

The Avalanches descreveram o álbum como uma "viagem de carro" em um "grande, largo, e expansivo país como a Austrália." Para inspiração, o grupo recapitulou sua juventude, de quando dirigiam pela serra e pelo subúrbio ouvindo música. O objetivo do álbum é "capturar essa sensação de crescer... pular no carro, meter o pé na estrada e ir ao bush." O álbum tenta captura "o entremeio entre feliz e triste" trazendo uma similaridade aos álbuns antigos do The Beach Boys que são uma constante inspiração para o grupo. Chater crê que esse sentimento é o que fez Since I Left You um secesso, e eles tentaram criar uma forma de expressar esse sentimento incessantemente. Di Blasi vê Wildflower como uma pessoa de livre espírito que faz o que quer independente de opiniões. O álbum contém vários samples de músicas psicodélicas dos anos 1960, e se relaciona com os temas de contra-cultura e antissistema da época.

Começa em um tipo de ambiente urbano hiper-realista, em seguida vai em uma viagem de carro para o mar, ou o deserto, ou o campo, enquanto você está viajando em ácido. Então você começa na cidade, e com o passar do álbum, você acaba chegando em algum lugar bem distante de lá, muito drogado.

Robbie Chater em uma entrevista com o The Guardian
Chater disse que "Sunshine" foi incluída no último minuto, mas é uma de suas faixas favoritas em Wildflower. "Ela começa parecendo que é uma canção bem feliz," diz Chater, "mas tem uma reviravolta na história quando o sample revela que na verdade, ela fala sobre alguém tendo o seu raio de sol sendo levado embora  - o céu azul se torna cinza. É uma música para todos que perderam o seu amor, que sempre tiveram o coração partido." As letras para "If I Was a Folkstar" foram escritas por Toro y Moi sobre ele e sua esposa tomando LSD na praia um pouco depois de se casarem. O título do álbum, Wildflower, foi escolhido pela sua simplicidade. O grupo foi inspirado por outros álbuns com títulos simples que não distraem o ouvinte da música, como Smile de The Beach Boys, por exemplo. A capa é uma referência direta à capa do álbum There's a Riot Goin' On (1971) de Sly and the Family Stone com o objetivo de demonstrar a natureza de contra-cultura rebelde do álbum, mas de uma maneira mais psicodélica. O design foi feito por Chris Hopkins na Lost Art. A direção de arte é co-creditada para Chater & Hopkins e a logotipo da borboleta foi criada por Fergus Purcell. A bandeira foi criada por Kris Vierra, uma costureira premiada de Nebraska.

## Lançamento
Em 12 de abril de 2016, The Avalanches adicionou novas imagens de uma borboleta dourada em um tecido preto em suas mídias sociais e seu website oficial. Na época, muitos especularam de que eram sinais de que nova música estava por vir. No dia seguinte, o grupo anunciou que iriam tocar em três festivais: Splendour in the Grass, Primavera Sound, e Field Day. No dia 24 de maio, a banda postou um vídeo brincando com o longo hiato desde o seu último álbum e a contínua especulação de um novo lançamento. Em 2 de junho, o primeiro single do álbum, "Frankie Sinatra", foi lançado na estação de rádio australiana Triple J. A decisão de lançar "Frankie Sinatra" como o single carrilhão não foi feita pelo grupo, e sim baseada em opiniões dos amigos e da gerência. Em uma entrevista de rádio que foi ao ar imediatamente após a transmissão de "Frankie Sinatra", foi anunciado que o título do álbum seria "Wildflower" e que o lançamento estava marcado para 8 de julho de 2016, quase 16 anos após o lançamento de Since I Left You. Em 15 de junho, o programa Beats1 de Zane Lowe lançou o segundo single do projeto, "Colours".
Em 1 de julho, Wildflower foi disponibilizado via streaming pelo serviço Apple Music. A mesma negociou com o grupo para disponibilizar o álbum exclusivamente uma semana antes de seu lançamento mundial. Teve uma intensa campanha nas televisões, sites e ruas australianas. Próximo do lançamento oficial do álbum, um vídeo de 15 minutos intitulado The World of Wildflower/The Was foi temporariamente postado online. O vídeo, feito por Sodajerk, continha uma compilação de visuais, tirados de filmes e desenhos animados, combinados com as músicas do álbum.

## Recepção
| Críticas profissionais | Críticas profissionais |
| Pontuações agregadas   | Pontuações agregadas   |
| Fonte                  | Avaliação              |
| ---------------------- | ---------------------- |
| Metacritic             | 83/100                 |
| Avaliações da crítica  |                        |
| Fonte                  | Avaliação              |
| NME                    | 2/5                    |
| Q                      | [ 48 ]                 |
| Slant Magazine         | [ 49 ]                 |
| AllMusic               | [ 50 ]                 |
| The A.V. Club          | B+                     |
| Consequence of Sound   | B+                     |
| The Guardian           | [ 53 ]                 |
| The Independent        | [ 54 ]                 |
| Pitchfork Media        | 8.5/10                 |
| Spin                   | 8/10                   |

Antes do lançamento do álbum, DJ Zane Lowe chamou Wildflower de um "triunfo" com "colaborações incríveis e saborosas." No agregador de críticas Metacritic, o álbum recebeu 83 de um total de 100, baseado em 33 críticas, indicando aclamação mundial. Andy Gill do The Independent elogiou o álbum chamando-o de "uma causa para celebração, o estilo de colagem de vozes iguais ao de Zappa/Beastie, samples, batidas, sons, e especialmente risadas, oferecendo uma afirmação proveitosa de vida." Jonathan Wroble da Slant Magazine escreveu que seu "som enevoado... revela seu esplendor com o tempo". Brad Shoup da Spin notou que enquanto "o terreno é familiar, os assuntos mudaram," e o álbum como um inteiro "se sente como se ele foi feito para os Avalanches em vez de um público paciente." Mark Richardson da Pitchfork Media remarcou que o trabalho do grupo "continua a extrair o amor dos dias atuais de uma forma enganosamente estreita, as brincadeiras de infância, a saudosa tristeza, os sentimentos felizes de conexão—mas faz tudo isso melhor do que qualquer música já feita."  Tim Jonze do The Guardian chamou Wildflower de "uma jornada proveitosa".
Tim Sendra do AllMusic sentiu que Wildflower "fica aquém das expectativas, mas ainda acaba sendo um bom álbum de qualquer forma" e considerou que a abundancia de participações especiais, com a exceção de Jonathan Donahue, foi desnecessária, concluindo que o grupo "acabou fazendo o melhor álbum psicodélico do Chemical Brothers de todos os tempos ao invés de fazer outro álbum clássico do The Avalanches." Emily MacKay da NME foi menos favorável e escreveu: "como algo que demorou tanto tempo para ser terminado, pode soar tão meh?".

### Listas de fim de ano
| Publicação             | Lista                                       | Ano  | Ranking | Ref.   |
| ---------------------- | ------------------------------------------- | ---- | ------- | ------ |
| Paste                  | The 50 Melhores Álbuns de 2016              | 2016 | 25      | [ 56 ] |
| Pitchfork              | Os 20 Melhores Álbuns de Eletrônica de 2016 | 2016 | —       | [ 57 ] |
| Rough Trade            | Álbuns do Ano                               | 2016 | 77      | [ 58 ] |
| PopMatters             | Os 70 Melhores Álbuns de 2016               | 2016 | 15      | [ 59 ] |
| The New Zealand Herald | 20 Melhores Álbuns de 2016                  | 2016 | 11      | [ 60 ] |
| Q                      | 50 Melhores Álbuns do Ano                   | 2016 | 18      | [ 61 ] |
| Spin                   | Os 50 Melhores Álbuns de 2016               | 2016 | 36      | [ 62 ] |
| Mixmag                 | Os 50 Melhores Álbuns de 2016               | 2016 | 4       | [ 63 ] |
| The Guardian           | Os Melhores Álbuns de 2016                  | 2016 | 15      | [ 64 ] |
| Loud and Quiet         | Top 40 Melhores Álbuns de 2016              | 2016 | 6       | [ 65 ] |
| FasterLouder           | Os 50 Melhores Álbuns de 2016               | 2016 | 21      | [ 66 ] |

## Lista de faixas
| Faixa Bônus |                                  |         |  |
| N.º         | Título                           | Duração |  |
| 22.         | "Frankie Sinatra (Extended Mix)" | 4:28    |  |

## Integrantes
Créditos adaptados do encarte do álbum Wildflower.